# Turn Around (single van Conor Maynard)
Turn around is de derde single van de Engelse zanger Conor Maynard in samenwerking met zijn mentor Ne-Yo afkomstig van zijn debuutalbum Contrast. Het nummer werd op 17 september 2012 uitgebracht, de videoclip op 9 september 2012. De single werd in week 45 van 2012 Alarmschijf op 538.

## Tracklist

### Single
1. Turn Around feat. Ne-Yo (Single Version) 	 3:53

### Promo - Digital Parlophone - (EMI)
1. Turn Around (Single Version)		3:53
2. Turn Around (DADA Edit)		3:52
3. Turn Around (Dave Audé Radio Mix)		4:05
4. Turn Around (Marc MacRowland Remix)		5:02
5. Turn Around (The Arcade Remix)		3:59

## Hitnoteringen

### Nederlandse Top 40
| Hitnotering: 17-11-2012 t/m 02-02-2013 | Hitnotering: 17-11-2012 t/m 02-02-2013 | Hitnotering: 17-11-2012 t/m 02-02-2013 | Hitnotering: 17-11-2012 t/m 02-02-2013 | Hitnotering: 17-11-2012 t/m 02-02-2013 | Hitnotering: 17-11-2012 t/m 02-02-2013 | Hitnotering: 17-11-2012 t/m 02-02-2013 | Hitnotering: 17-11-2012 t/m 02-02-2013 | Hitnotering: 17-11-2012 t/m 02-02-2013 | Hitnotering: 17-11-2012 t/m 02-02-2013 | Hitnotering: 17-11-2012 t/m 02-02-2013 | Hitnotering: 17-11-2012 t/m 02-02-2013 | Hitnotering: 17-11-2012 t/m 02-02-2013 | Hitnotering: 17-11-2012 t/m 02-02-2013 |
| Week:                                  | 1                                      | 2                                      | 3                                      | 4                                      | 5                                      | 6                                      | 7                                      | 8                                      | 9                                      | 10                                     | 11                                     |                                        |                                        |
| -------------------------------------- | -------------------------------------- | -------------------------------------- | -------------------------------------- | -------------------------------------- | -------------------------------------- | -------------------------------------- | -------------------------------------- | -------------------------------------- | -------------------------------------- | -------------------------------------- | -------------------------------------- | -------------------------------------- | -------------------------------------- |
| Positie:                               | 19                                     | 15                                     | 15                                     | 20                                     | 27                                     | 26                                     | 27                                     | 28                                     | 30                                     | 37                                     | 38                                     | uit                                    |                                        |

### NederlandseSingle Top 100
| Hitnotering: 06-10-2012 t/m | Hitnotering: 06-10-2012 t/m | Hitnotering: 06-10-2012 t/m | Hitnotering: 06-10-2012 t/m | Hitnotering: 06-10-2012 t/m | Hitnotering: 06-10-2012 t/m | Hitnotering: 06-10-2012 t/m | Hitnotering: 06-10-2012 t/m | Hitnotering: 06-10-2012 t/m | Hitnotering: 06-10-2012 t/m | Hitnotering: 06-10-2012 t/m | Hitnotering: 06-10-2012 t/m | Hitnotering: 06-10-2012 t/m | Hitnotering: 06-10-2012 t/m | Hitnotering: 06-10-2012 t/m | Hitnotering: 06-10-2012 t/m | Hitnotering: 06-10-2012 t/m | Hitnotering: 06-10-2012 t/m | Hitnotering: 06-10-2012 t/m | Hitnotering: 06-10-2012 t/m | Hitnotering: 06-10-2012 t/m |
| Week:                       | 1                           | 2                           | 3                           | 4                           | 5                           | 6                           | 7                           | 8                           | 9                           | 10                          | 11                          | 12                          | 13                          | 14                          | 15                          | 16                          | 17                          | 18                          | 19                          | 20                          |
| --------------------------- | --------------------------- | --------------------------- | --------------------------- | --------------------------- | --------------------------- | --------------------------- | --------------------------- | --------------------------- | --------------------------- | --------------------------- | --------------------------- | --------------------------- | --------------------------- | --------------------------- | --------------------------- | --------------------------- | --------------------------- | --------------------------- | --------------------------- | --------------------------- |
| Positie:                    | 99                          | 91                          | 85                          | 72                          | 50                          | 22                          | 20                          | 31                          | 42                          | 53                          |                             |                             |                             |                             |                             |                             |                             |                             |                             |                             |

### Vlaamse Ultratop 50
| Hitnotering: 27-10-2012 t/m | Hitnotering: 27-10-2012 t/m | Hitnotering: 27-10-2012 t/m | Hitnotering: 27-10-2012 t/m | Hitnotering: 27-10-2012 t/m | Hitnotering: 27-10-2012 t/m | Hitnotering: 27-10-2012 t/m | Hitnotering: 27-10-2012 t/m | Hitnotering: 27-10-2012 t/m | Hitnotering: 27-10-2012 t/m | Hitnotering: 27-10-2012 t/m | Hitnotering: 27-10-2012 t/m | Hitnotering: 27-10-2012 t/m | Hitnotering: 27-10-2012 t/m | Hitnotering: 27-10-2012 t/m | Hitnotering: 27-10-2012 t/m | Hitnotering: 27-10-2012 t/m | Hitnotering: 27-10-2012 t/m | Hitnotering: 27-10-2012 t/m | Hitnotering: 27-10-2012 t/m | Hitnotering: 27-10-2012 t/m |
| Week:                       | 1                           | 2                           | 3                           | 4                           | 5                           | 6                           | 7                           | 8                           | 9                           | 10                          | 11                          | 12                          | 13                          | 14                          | 15                          | 16                          | 17                          | 18                          | 19                          | 20                          |
| --------------------------- | --------------------------- | --------------------------- | --------------------------- | --------------------------- | --------------------------- | --------------------------- | --------------------------- | --------------------------- | --------------------------- | --------------------------- | --------------------------- | --------------------------- | --------------------------- | --------------------------- | --------------------------- | --------------------------- | --------------------------- | --------------------------- | --------------------------- | --------------------------- |
| Positie:                    | 49                          | 43                          | 43                          | 48                          | 38                          | 26                          | 35                          |                             |                             |                             |                             |                             |                             |                             |                             |                             |                             |                             |                             |                             |